# Georg Solti
Sir Georg Solti, nato György Stern (Budapest, 21 ottobre 1912 – Antibes, 5 settembre 1997), è stato un direttore d'orchestra ungherese naturalizzato inglese.

## Biografia
Bacchetta tra le massime del Novecento, Solti è stato interprete estroverso e coinvolgente, estremamente attento al dettaglio sonoro. Dotato di ricco sense of humor, è ricordato, tra l'altro, per il suo enigmatico e accattivante sorriso. Tra le sue caratteristiche direttoriali spiccano l'acuta tensione narrativa e descrittiva, la virtuosistica enfatizzazione degli ottoni e una sapienza teatrale, provata dalle numerose letture operistiche, in gran parte eccellenti e apprezzate da pubblico e critica. La sua discografia è notevole, e molte delle sue incisioni, sempre di grande qualità, sono considerate di riferimento.
Nel documentario biografico di Peter Maniura (The Making of a Maestro del 1997), a lui dedicato, Solti stesso racconta che suo padre mutò il cognome Stern in Solti nel tentativo di proteggere la propria famiglia, ebrea, dall'antisemitismo. Lo stesso si legge nella sua autobiografia.
Allievo di Dohnányi, Bartók e Kodaly, György studiò pianoforte e direzione d'orchestra all'Accademia Franz Liszt della nativa Budapest. Dopo aver fatto da maestro sostituto fin dal 1932, nel 1938 debuttò come direttore e concertatore al Teatro dell'Opera di Budapest con Le nozze di Figaro di Mozart. Fu assistente di Toscanini al Festival di Salisburgo. Nel 1939, a causa dell'imminente invasione nazista, fuggì in Svizzera, dove si affermò come pianista, vincendo nel 1942 il primo premio al prestigioso Concorso internazionale di Ginevra.
Nel dopoguerra fu direttore musicale della Bayerische Staatsoper di Monaco (1946-1952) e della Frankfurt Oper. Nel 1951 debuttò come direttore al Festival di Salisburgo con l'Idomeneo di Mozart.
Nel 1961 fu chiamato a dirigere al Covent Garden di Londra, del quale fu direttore musicale fino al 1971, incarico che negli stessi anni non gli vietò di collaborare con alcune delle maggiori orchestre europee e americane (tra l'altro, fu direttore della Dallas Symphony Orchestra dal 1961 al 1962).
Sposò una conduttrice televisiva inglese, Valerie Pitts, che conobbe in occasione di un'intervista nel 1964. Fu insignito dell'Ordine dell'Impero Britannico nel 1968 e nel 1972 fu naturalizzato cittadino del Regno Unito.
È stato direttore della Chicago Symphony Orchestra dal 1969 al 1991, dell'Orchestre de Paris dal 1972 al 1975 e della London Philharmonic Orchestra dal 1979 al 1983.
Avendo compreso subito l'importanza e il significato del disco nella cultura musicale contemporanea ed entusiasmandosi di fronte a ogni progresso tecnologico legato alla registrazione del suono, Solti sviluppò una lunga e produttiva collaborazione con John Culshaw, ingegnere del suono della Decca, la casa discografica londinese con cui lavorò - in esclusiva, se si eccettuano poche incisioni realizzate con la RCA - per cinquant'anni, dal 1947.
Tra i frutti di questo sodalizio artistico spicca la prima incisione in studio assoluta dell'Anello del Nibelungo di Wagner, realizzata coi Wiener Philharmoniker e un cast di interpreti di altissimo livello dal 1958 al 1965, una tappa fondamentale sia della storia della discografia sia del capolavoro wagneriano. La sua interpretazione della Tetralogia spicca per dinamismo e vitalità, con una pulsazione incessante e grande sfarzo sonoro. Per la prima volta si fece largo uso della moderna "teatralità d'altoparlante" e degli effetti speciali prescritti da Wagner, come l'uso di diciotto incudini, tre corni da caccia, il corno alpino, il suono della forgiatura della spada ecc.
Non meno importanti sono le incisioni soltiane di altri drammi wagneriani, specialmente il Tannhäuser e il Parsifal (tutti incisi con la Filarmonica di Vienna tranne uno, Der fliegende Holländer, diretto a Chicago), nonché delle opere di Richard Strauss (che conobbe personalmente nel 1949), di Verdi, di Mozart, di Mahler e del suo maestro Bartók.
Con la Chicago Symphony Orchestra, la London Philharmonic Orchestra e i Wiener Philharmoniker ha affrontato e inciso un ampio repertorio sinfonico, che comprende l'integrale delle sinfonie di Beethoven, Brahms, Bruckner, Elgar, Schumann e Mahler.
Nel 1983, in occasione del centenario della morte di Richard Wagner, gli fu affidata l'esecuzione dell'intero Ring al Festival di Bayreuth. Il 5 dicembre 1991, invece, ha diretto il Requiem di Mozart nella cattedrale di santo Stefano di Vienna, durante la solenne messa di suffragio celebrata per i duecento anni dalla morte del compositore austriaco. Nel 1991 ha collaborato con l'attore Dudley Moore nella realizzazione del programma televisivo Orchestra! in cui vengono presentati al pubblico del grande schermo gli strumenti ed i meccanismi dell'orchestra sinfonica.

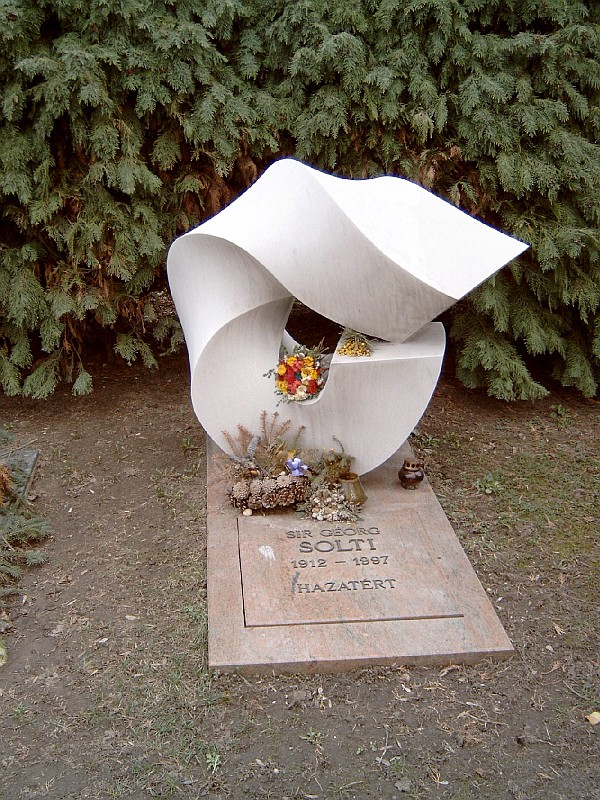
La tomba di Georg Solti nel cimitero Farkasréti di Budapest

Fino alla sua scomparsa, Solti ha continuato ad ampliare il proprio repertorio - che comprese anche autori del Settecento, tra cui Johann Sebastian Bach e Georg Friedrich Händel, e fino a La Bohème e a Tosca di Puccini -, entusiasmandosi in ultimo per la musica di Šostakovič. È morto improvvisamente nel 1997 ad Antibes, nel pieno dell'attività. È stato sepolto nel cimitero Farkasréti di Budapest, sua città natale. Sulla sua tomba si può leggere la scritta Hazatért che in ungherese vuol dire: È tornato a casa.
Nella sua lunga carriera ha vinto 31 Grammy Awards ed è stato candidato per ulteriori 74, più di qualunque altro artista in qualsiasi categoria.
Legato alla Svizzera, soggiornò spesso nella sua casa di Villars-sur-Ollon ma, innamorato dell'Italia, dagli anni Sessanta Solti trascorse molto del suo tempo libero anche in Toscana, possedendo una villa nella località balneare di Roccamare, a Castiglione della Pescaia, dove la moglie ha risieduto fino alla morte.

## Incisioni discografiche
Solti ha registrato durante la sua carriera per la Decca Record Company. Ha realizzato più di 250 registrazioni, incluse 45 serie complete di opere. Durante gli anni '50 e '60, Decca aveva un'alleanza con RCA Victor, e alcune delle registrazioni di Solti furono pubblicate per la prima volta sull'etichetta RCA.
Solti è stato uno dei primi direttori a raggiungere la fama internazionale come artista discografico prima di essere ampiamente conosciuto nella sala da concerto o nel teatro dell'opera. Gordon Parry, l'ingegnere Decca che ha lavorato con Solti e Culshaw nelle registrazioni dell'Anello, ha osservato, "Molte persone hanno detto 'Oh beh, naturalmente John Culshaw ha fatto Solti.' Questo non è vero. Gli ha dato l'opportunità di mostrare cosa poteva fare."
Le prime registrazioni di Solti furono come accompagnatore di pianoforte, suonando in sessioni a Zurigo per il violinista Georg Kulenkampff nel 1947. Il produttore padre della Decca, Victor Olof non ha molto ammirato Solti come direttore d'orchestra (né Walter Legge, il numero opposto di Olof a EMI Columbia Records), ma il più giovane collega e successore di Olof, Culshaw, ha tenuto in grande considerazione Solti. Come Culshaw, e in seguito James Walker, ha prodotto le sue registrazioni, la carriera di Solti come artista di registrazione è fiorita a partire dalla metà degli anni '50. Tra le orchestre con cui Solti registrò la Berliner Philharmoniker, Chicago Symphony, London Philharmonic, London Symphony Orchestra e Wiener Philharmoniker. I solisti nelle sue registrazioni operistiche includevano Birgit Nilsson, Joan Sutherland, Régine Crespin, Plácido Domingo, Gottlob Frick, Carlo Bergonzi, Kiri Te Kanawa e José van Dam. Nelle registrazioni per concerto, Solti ha diretto, tra gli altri, András Schiff, Julius Katchen, Clifford Curzon, Vladimir Ashkenazy e Kyung-wha Chung.
Il disco più celebre di Solti è stato "L’Anello del Nibelungo" di Richard Wagner realizzato a Vienna, prodotto da Culshaw, tra il 1958 e il 1965. È stato votato due volte la più grande registrazione mai realizzata, il primo sondaggio è tra i lettori della rivista Gramophone nel 1999, e il secondo dei critici musicali professionisti nel 2011, per BBC  Music Magazine.
Per Decca, Solti ha realizzato più di 250 registrazioni, incluse 45 serie complete di opere. Tra gli onori internazionali assegnati per le sue registrazioni si annoverano 31 Grammy Award, rimanendo l'artista discografico con il maggior numero di vittorie fino al 2023, quando il suo record è stato superato da Beyoncé.
Nelle voci seguenti per le opere, sono elencati solo i cantanti dei ruoli principali. Dove Solti appare come pianista piuttosto che come direttore d'orchestra, il suo nome è indicato nella colonna dei solisti. Le date di registrazione sono mostrate per anno seguito da mese, per abilitare l'ordinamento, utilizzando le frecce nelle intestazioni delle colonne.
Abbreviazioni:
- BPO – Berliner Philharmoniker
- CSC – Chicago Symphony Chorus
- CSO – Chicago Symphony Orchestra
- LPC – London Philharmonic Choir
- LPO – London Philharmonic Orchestra
- LSC – London Symphony Chorus
- LSO – London Symphony Orchestra
- ROHC - Coro della Royal Opera House
- ROHO - Orchestra della Royal Opera House
- VPO – Wiener Philharmoniker
- BSO — Bayerisches Staatsorchester

Premi:
- G - Grammy Award[9]
- N Grammy Nominees[9]

| Compositore               | Opera | Solisti | Coro                                                              | Orchestra                                | Data                               | Premio | Note |
| ------------------------- | --- | --- | ----------------------------------------------------------------- | ---------------------------------------- | ---------------------------------- | ------ | --- |
| Brahms                    | Sonata n. 1                                                                                                  | Georg Kulenkampff, Georg Solti                                                                                                 |                                                                   |                                          | 1947-01                            |        | |
| Beethoven                 | Sonata n. 9                                                                                                  | Georg Kulenkampff, Georg Solti                                                                                                 |                                                                   |                                          | 1947-06                            |        | |
| Schubert                  | Schwanengesang                                                                                               | Max Lichtegg, Georg Solti |                                                                   |                                          | 1947-06                            |        | |
| Beethoven                 | Egmont Overture                                                                                              | |                                                                   | Orchestra della Tonhalle di Zurigo       | 1947-06                            |        | |
| Brahms                    | Sonata n. 2                                                                                                  | Georg Kulenkampff, Georg Solti                                                                                                 |                                                                   |                                          | 1948-07                            |        | |
| Brahms                    | Sonata n. 3                                                                                                  | Georg Kulenkampff, Georg Solti                                                                                                 |                                                                   |                                          | 1948-07                            |        | |
| Mozart                    | Sonata per violino K. 454                                                                                    | Georg Kulenkampff, Georg Solti                                                                                                 |                                                                   |                                          | 1948-07                            |        | |
| Haydn                     | Sinfonia n. 103                                                                                              | |                                                                   | LPO                                      | 1949-08                            |        | |
| Verdi                     | La forza del destino Overture                                                                                | |                                                                   | LPO                                      | 1949-08                            |        | |
| Beethoven                 | Sinfonia n. 4                                                                                                | |                                                                   | LPO                                      | 1950-11                            |        | |
| Suppé                     | Cavalleria leggera: Overture                                                                                 | |                                                                   | LPO                                      | 1951-04                            |        | |
| Suppé                     | La dama di picche: Overture                                                                                  | |                                                                   | LPO                                      | 1951-04                            |        | |
| Suppé                     | Ein Morgen, ein Mittag, ein Abend in Wien: Overture                                                          | |                                                                   | LPO                                      | 1951-04                            |        | |
| Suppé                     | Dichter und Bauer: Overture                                                                                  | |                                                                   | LPO                                      | 1951-04                            |        | |
| Haydn                     | Sinfonia n. 102                                                                                              | |                                                                   | LPO                                      | 1951-11                            |        | |
| Strauss, R                | Elettra – Ich will nichts hören; Was willst du, fremder Mensch?                                              | Christel Goltz, Elisabeth Höngen, Ferdinand Frantz                                                                             |                                                                   | BSO                                      | 1952-08                            |        | DG previo accordo con Decca                                                                                     |
| Bartók                    | Dance Suite                                                                                                  | |                                                                   | LPO                                      | 1952-11                            |        | |
| Kodály                    | Danze di Galánta                                                                                             | |                                                                   | LPO                                      | 1952-11                            |        | |
| Mendelssohn               | Sinfonia n. 3                                                                                                | |                                                                   | LSO                                      | 1952-11                            |        | |
| Haydn                     | Sinfonia n. 100                                                                                              | |                                                                   | LPO                                      | 1954-04                            |        | |
| Mozart                    | Sinfonia n. 38                                                                                               | |                                                                   | LSO                                      | 1954-04                            |        | |
| Mozart                    | Sinfonia n. 25                                                                                               | |                                                                   | LSO                                      | 1954-04                            |        | |
| Kodály                    | Psalmus Hungaricus                                                                                           | William McAlpine | LPC                                                               | LPO                                      | 1954-04 & 05                       |        | Naxos Classical Archives 9.80303                                                                                |
| Kodály                    | Variazioni su un folksong ungherese "Il pavone"                                                              | William McAlpine | LPC                                                               | LPO                                      | 1954-04 & 05                       |        | |
| Brahms                    | Un Requiem tedesco                                                                                           | Lore Wissmann, Theo Adam | Coro dell'Opera di Francoforte                                    | Orchestra dell'Opera di Francoforte      | 1954-11                            |        | Capitol Records secondo accordo con Decca                                                                       |
| Bartók                    | Musica per archi, percussioni e celesta                                                                      | |                                                                   | LPO                                      | 1955-02                            |        | |
| Kodály                    | Háry János Suite                                                                                             | |                                                                   | LPO                                      | 1955-02                            |        | |
| Rossini                   | L'italiana in Algeri Overture                                                                                | |                                                                   | LPO                                      | 1955-02 & 04                       |        | |
| Rossini                   | Il barbiere di Siviglia Overture                                                                             | |                                                                   | LPO                                      | 1955-02 & 04                       |        | |
| Beethoven                 | Concerto per violino                                                                                         | Mischa Elman |                                                                   | LPO                                      | 1955-04                            |        | |
| Čajkovskij                | Sinfonia n. 2                                                                                                | |                                                                   | Conservatoire de Paris                   | 1956-05                            |        | |
| Čajkovskij                | Eugenio Onegin – Scena della Lettera                                                                         | Renata Tebaldi |                                                                   | Chicago Lyric Opera                      | 1956-11                            |        | Dal vivo |
| Boito                     | Mefistofele – L'altra notte                                                                                  | Renata Tebaldi |                                                                   | Chicago Lyric Opera                      | 1956-11                            |        | Dal vivo |
| Ponchielli                | La Gioconda – L'amo come il fulgor                                                                           | Renata Tebaldi, |                                                                   | Chicago Lyric Opera                      | 1956-11                            |        | Dal vivo |
| Mozart                    | Le nozze di Figaro – Voi che sapete                                                                          | Giulietta Simionato |                                                                   | Chicago Lyric Opera                      | 1956-11                            |        | Dal vivo |
| Saint-Saëns               | Samson et Dalila – Mon cœur                                                                                  | Giulietta Simionato |                                                                   | Chicago Lyric Opera                      | 1956-11                            |        | Dal vivo |
| Mascagni                  | Cavalleria rusticana – Voi lo sapete                                                                         | Giulietta Simionato |                                                                   | Chicago Lyric Opera                      | 1956-11                            |        | Dal vivo |
| Giordano                  | Andrea Chénier – Nemico della patria                                                                         | Ettore Bastianini |                                                                   | Chicago Lyric Opera                      | 1956-11                            |        | Dal vivo |
| Rossini-Respighi          | La boutique fantasque                                                                                        | |                                                                   | Israel Philharmonic Orchestra            | 1957-03                            |        | |
| Dukas                     | L’apprendista stregone                                                                                       | |                                                                   | Israel Philharmonic Orchestra            | 1957-03                            |        | |
| Wagner                    | Die Walküre Atto II (estratti); Atto III                                                                     | Kirsten Flagstad, Set Svanholm, Otto Edelmann, Marianne Schech                                                                 |                                                                   | VPO                                      | 1957-05                            |        | |
| Strauss, R                | Arabella | Otto Edelmann, Ira Malaniuk, Lisa Della Casa, Hilde Gueden, George London, Anton Dermota                                       | Vienna State Opera Chorus                                         | VPO                                      | 1957-05 & 06                       |        | |
| Mendelssohn               | Sinfonia n. 4                                                                                                | |                                                                   | Israel Philharmonic Orchestra            | 1958-05                            |        | |
| Schubert                  | Sinfonia n. 5                                                                                                | |                                                                   | Israel Philharmonic Orchestra            | 1958-05                            |        | |
| Čajkovskij                | Serenata per archi                                                                                           | |                                                                   | Israel Philharmonic Orchestra            | 1958-05                            |        | |
| Mozart                    | Eine kleine Nachtmusik                                                                                       | |                                                                   | Israel Philharmonic Orchestra            | 1958-05                            |        | |
| Rachmaninoff              | Concerto per pianoforte n. 2                                                                                 | Julius Katchen |                                                                   | LSO                                      | 1958-06                            |        | |
| Offenbach                 | Les contes d'Hoffmann – Barcarolle                                                                           | |                                                                   | ROHO                                     | 1958-06                            |        | |
| Ponchielli                | La Gioconda — Danza delle ore                                                                                | |                                                                   | ROHO                                     | 1958-06                            |        | |
| Rossini                   | L'italiana in Algeri Overture                                                                                | |                                                                   | ROHO                                     | 1958-06                            |        | |
| Rossini                   | Semiramide Overture                                                                                          | |                                                                   | ROHO                                     | 1958-06                            |        | |
| Verdi                     | La traviata Preludes to Acts I and III                                                                       | |                                                                   | ROHO                                     | 1958-06                            |        | |
| Beethoven                 | Sinfonia n. 5                                                                                                | |                                                                   | VPO                                      | 1958-09 & 10                       |        | |
| Beethoven                 | Sinfonia n. 7                                                                                                | |                                                                   | VPO                                      | 1958-09 & 10                       |        | |
| Wagner                    | L'oro del Reno                                                                                               | George London, Set Svanholm, Gustav Neidlinger, Paul Kuen, Kirsten Flagstad, Claire Watson                                     |                                                                   | VPO                                      | 1958-09 & 10                       |        | |
| Čajkovskij                | Concerto per pianoforte n. 1                                                                                 | Clifford Curzon |                                                                   | VPO                                      | 1958-10                            |        | |
| Beethoven                 | Symphony No. 3                                                                                               | |                                                                   | VPO                                      | 1959-05                            |        | |
| Suppé                     | Dichter und Bauer Overture                                                                                   | |                                                                   | VPO                                      | 1959-05                            |        | |
| Suppé                     | La Damma di picche - Overture                                                                                | |                                                                   | VPO                                      | 1959-05                            |        | |
| Suppé                     | Ein Morgen, ein Mittag, ein Abend in Wien                                                                    | |                                                                   | VPO                                      | 1959-05                            |        | |
| Suppé                     | Cavalleria leggera - Overture                                                                                | |                                                                   | VPO                                      | 1959-05                            |        | |
| Borodin                   | Il principe Igor - Overture                                                                                  | |                                                                   | BPO                                      | 1959-06                            |        | |
| Glinka                    | Ruslan e Ludmilla - Ouverture                                                                                | |                                                                   | BPO                                      | 1959-06                            |        | |
| Musorgskij                | Chovanščina - Prelude                                                                                        | |                                                                   | BPO                                      | 1959-06                            |        | |
| Musorgskij                | Chovanščina – Danza degli schiavi persiani                                                                   | |                                                                   | BPO                                      | 1959-06                            |        | |
| Musorgskij                | Una notte sul Monte Calvo                                                                                    | |                                                                   | BPO                                      | 1959-06                            |        | |
| Gounod                    | Faust – Musica di balletto                                                                                   | |                                                                   | ROHO                                     | 1960-01                            |        | |
| Offenbach, arr. Rosenthal | Gaîté parisienne                                                                                             | |                                                                   | ROHO                                     | 1960-05                            |        | |
| Verdi                     | Un ballo in maschera                                                                                         | Birgit Nilsson, Sylvia Stahlman, Giulietta Simionato, Carlo Bergonzi, Cornell MacNeil, Fernando Corena                         | Santa Cecilia Academy Chorus                                      | Santa Cecilia Academy Orchestra          | 1960-07 and 1961-07                |        | |
| Wagner                    | Tristan und Isolde                                                                                           | Fritz Uhl, Birgit Nilsson, Arnold van Mill, Tom Krause, Regina Resnik                                                          | Vienna Singverein                                                 | VPO                                      | 1960-09                            |        | |
| Mahler                    | Sinfonia n. 4                                                                                                | Sylvia Stahlman |                                                                   | Concertgebouw Orchestra                  | 1961-02                            |        | |
| Verdi                     | Aida | Leontyne Price, Rita Gorr, Jon Vickers, Robert Merrill                                                                         | Rome Opera Chorus                                                 | Rome Opera Orchestra                     | 1961-06 & 07                       |        | |
| Wagner                    | Tannhäuser — Overture and Venusberg Music                                                                    | |                                                                   | VPO                                      | 1961-10                            |        | |
| Wagner                    | Rienzi — Overture                                                                                            | |                                                                   | VPO                                      | 1961-10                            |        | |
| Wagner                    | Der fliegende Holländer — Overture                                                                           | |                                                                   | VPO                                      | 1961-10                            |        | |
| Strauss, R                | Salome | Birgit Nilsson, Gerhard Stolze, Grace Hoffman, Eberhard Waechter, Waldemar Kmentt                                              |                                                                   | VPO                                      | 1961-10                            |        | |
| Wagner                    | Sigfrido | Wolfgang Windgassen, Hans Hotter, Birgit Nilsson, Gerhard Stolze                                                               |                                                                   | VPO                                      | 1962-05 & 10 & 11                  |        | |
| Verdi                     | Rigoletto | Robert Merrill, Alfredo Kraus, Anna Moffo, Ezio Flagello, Rosalind Elias, David Ward                                           | RCA Italiana Chorus                                               | RCA Italiana Orchestra                   | 1963-06                            |        | Il Coro e l’orchestra dell'Opera di Roma esibendosi in modo pseudonimo                                          |
| Verdi                     | Falstaff | Geraint Evans, Robert Merrill, Alfredo Kraus, Ilva Ligabue, Mirella Freni, Giulietta Simionato                                 | RCA Italiana Chorus                                               | RCA Italiana Orchestra                   | 1963-07                            |        | Il Coro e l’orchestra dell'Opera di Roma esibendosi in modo pseudonimo                                          |
| Stravinskij               | La Sagra della Primavera                                                                                     | |                                                                   | VPO                                      | 1963-09                            |        | Inedito |
| Bartók                    | Musica per archi, percussioni e Celesta                                                                      | |                                                                   | LSO                                      | 1963-12                            |        | |
| Bartók                    | Il mandarino meraviglioso - Balletto                                                                         | |                                                                   | LSO                                      | 1963-12                            |        | |
| Mahler                    | Sinfonia n. 1                                                                                                | |                                                                   | LSO                                      | 1964-01 & 02                       |        | |
| Wagner                    | Il crepuscolo degli dei                                                                                      | Wolfgang Windgassen, Dietrich Fischer-Dieskau, Gustav Neidlinger, Gottlob Frick, Birgit Nilsson, Claire Watson, Christa Ludwig | Coro dell’Opera di Stato di Vienna                                | VPO                                      | 1964-10 & 11                       |        | |
| Bartók                    | Concerto per Orchestra                                                                                       | |                                                                   | LSO                                      | 1965-02                            |        | |
| Bartók                    | Dance Suite                                                                                                  | |                                                                   | LSO                                      | 1965-05                            |        | |
| Verdi                     | Don Carlos                                                                                                   | Carlo Bergonzi, Nicolai Ghiaurov, Dietrich Fischer-Dieskau, Martti Talvela, Renata Tebaldi, Grace Bumbry                       | ROHC                                                              | ROHO                                     | 1965-06 & 07                       |        | |
| Bruckner                  | Sinfonia n. 7                                                                                                | |                                                                   | VPO                                      | 1965-10                            |        | |
| Wagner                    | Die Walküre                                                                                                  | James King, Gottlob Frick, Hans Hotter, Régine Crespin, Birgit Nilsson, Christa Ludwig                                         |                                                                   | VPO                                      | 1965-10 & 11                       |        | |
| Wagner                    | L’Idillio di Sigfrido                                                                                        | |                                                                   | VPO                                      | 1965-11                            |        | |
| Borodin                   | Il principe Igor — Overture                                                                                  | |                                                                   | LSO                                      | 1966-01 & 02                       |        | |
| Glinka                    | Ruslan e Ludmilla — Overture                                                                                 | |                                                                   | LSO                                      | 1966-01 & 02                       |        | |
| Musorgskij                | Chovanščina — Preludio                                                                                       | |                                                                   | LSO                                      | 1966-01 & 02                       |        | |
| Musorgskij                | Una notte sul Monte Calvo                                                                                    | |                                                                   | LSO                                      | 1966-01 & 02                       |        | |
| Brahms                    | Sinfonia n. 1                                                                                                | |                                                                   | LSO                                      | 1966-01 & 02                       |        | Inedito |
| Borodin                   | Il principe Igor, Danze polovesiane                                                                          | |                                                                   | LSO                                      | 1966-05                            |        | |
| Liadov                    | Il lago incantato                                                                                            | |                                                                   | LSO                                      | 1966-05                            |        | |
| Mahler                    | Sinfonia N. 2                                                                                                | Heather Harper, Helen Watts | LSC                                                               | LSO                                      | 1966-05                            |        | |
| Strauss, R                | Elettra | Birgit Nilsson, Regina Resnik, Marie Collier, Gerhard Stolze, Tom Krause                                                       | Coro dell’Opera di Stato di Vienna                                | VPO                                      | 1966-06 & 09 & 11 and 1967-02 & 06 |        | |
| Bruckner                  | Sinfonia N. 8                                                                                                | |                                                                   | VPO                                      | 1966-11 &12                        |        | |
| Mahler                    | Sinfonia N. 9                                                                                                | |                                                                   | LSO                                      | 1967-04 & 05                       |        | |
| Verdi                     | Requiem | Joan Sutherland, Marilyn Horne, Luciano Pavarotti, Martti Talvela                                                              | Coro dell’Opera di Stato di Vienna                                | VPO                                      | 1967-11                            |        | |
| Schumann                  | Sinfonia n. 3                                                                                                | |                                                                   | VPO                                      | 1967-11                            |        | |
| Schumann                  | Sinfonia n. 4                                                                                                | |                                                                   | VPO                                      | 1967-11                            |        | |
| Mahler                    | Sinfonia n. 3                                                                                                | Helen Watts | The Ambrosian Chorus, Boys From Wandsworth School                 | LSO                                      | 1968-01                            |        | |
| Britten                   | Sogno di una notte di mezza estate – Helena! Hermia!                                                         | Anne Howells, Elizabeth Robson, Kenneth McDonald, Delme Bryn-Jones                                                             |                                                                   | ROHO                                     | 1968-02                            |        | Gala del 21 ° anniversario di Covent Garden                                                                     |
| Beethoven                 | Fidelio – Mir ist so wunderbar                                                                               | Gwyneth Jones, John Dobson, Elizabeth Robson, David Kelly                                                                      |                                                                   | ROHO                                     | 1968-02                            |        | Gala del 21 ° anniversario di Covent Garden                                                                     |
| Bizet                     | Carmen — Preludio dall'Atto I                                                                                | |                                                                   | ROHO                                     | 1968-02                            |        | Gala del 21 ° anniversario di Covent Garden                                                                     |
| Britten                   | Billy Budd – O Beauty                                                                                        | Forbes Robinson |                                                                   | ROHO                                     | 1968-02                            |        | Gala del 21 ° anniversario di Covent Garden                                                                     |
| Mozart                    | Le nozze di Figaro – Dove sono                                                                               | Joan Carlyle |                                                                   | ROHO                                     | 1968-02                            |        | Gala del 21 ° anniversario di Covent Garden                                                                     |
| Strauss, R                | Der Rosenkavalier – Herr Kavalier!                                                                           | Yvonne Minton, Michael Langdon                                                                                                 |                                                                   | ROHO                                     | 1968-02                            |        | Gala del 21 ° anniversario di Covent Garden                                                                     |
| Verdi                     | Otello – Fuoco di gioia                                                                                      | Tito Gobbi, John Lanigan, John Dobson                                                                                          |                                                                   | ROHO                                     | 1968-02                            |        | Gala del 21 ° anniversario di Covent Garden                                                                     |
| Wagner                    | Kinder-Katechismus                                                                                           | | Wiener Sängerknaben                                               | VPO                                      | 1968-03 & 04                       |        | |
| Strauss, R                | Der Rosenkavalier                                                                                            | Régine Crespin, Manfred Jungwirth, Yvonne Minton, Otto Wiener, Helen Donath                                                    | Coro dell’Opera di Stato di Vienna                                | VPO                                      | 1968-10 & 11 and 1969-01& 06       |        | |
| Gluck                     | Orfeo ed Euridice                                                                                            | Marilyn Horne, Pilar Lorengar, Helen Donath                                                                                    | ROHC                                                              | ROHO                                     | 1969-06 & 07                       |        | |
| Schumann                  | Sinfonia n. 1                                                                                                | |                                                                   | VPO                                      | 1969-09                            |        | |
| Schumann                  | Sinfonia n. 2                                                                                                | |                                                                   | VPO                                      | 1969-09                            |        | |
| Schumann                  | Overture, Scherzo e Finale                                                                                   | |                                                                   | VPO                                      | 1969-09                            |        | |
| Schumann                  | Julius Cäsar – Overture                                                                                      | |                                                                   | VPO                                      | 1969-09                            |        | |
| Mozart                    | Il flauto magico                                                                                             | Martti Talvela, Stuart Burrows, Dietrich Fischer-Dieskau, Cristina Deutekom, Pilar Lorengar                                    | Wiener Sängerknaben, Coro dell’Opera di Stato di Vienna           | VPO                                      | 1969-09 & 10                       |        | |
| Mahler                    | Sinfonia n. 5                                                                                                | |                                                                   | CSO                                      | 1970-03 & 04                       |        | |
| Mahler                    | Des Knaben Wunderhorn – Quattro Canzoni                                                                      | Yvonne Minton |                                                                   | CSO                                      | 1970-03 & 04                       |        | |
| Mahler                    | Lieder eines fahrenden Gesellen                                                                              | Yvonne Minton |                                                                   | CSO                                      | 1970-03 & 04                       |        | |
| Mahler                    | Sinfonia n. 6 in La Minore                                                                                   | |                                                                   | CSO                                      | 1970-03 & 04                       |        | |
| Mahler                    | Sinfonia n. 7                                                                                                | |                                                                   | CSO                                      | 1971-08                            | G      | |
| Mahler                    | Sinfonia n. 8                                                                                                | Heather Harper, Lucia Popp, Arleen Auger, Yvonne Minton, Helen Watts, René Kollo, John Shirley-Quirk, Martti Talvela           | Wiener Sängerknaben, Vienna Singverein, Vienna State Opera Chorus | CSO                                      | 1971-08 & 09                       |        | |
| Wagner                    | Parsifal | René Kollo, Dietrich Fischer-Dieskau, Hans Hotter, Gottlob Frick, Zoltán Kélémen, Christa Ludwig                               | Wiener Sängerknaben, Vienna State Opera Chorus                    | VPO                                      | 1971-12 and 1972-02 & 06 & 11      |        | |
| Elgar                     | Sinfonia n. 1                                                                                                | |                                                                   | LPO                                      | 1972-02                            |        | |
| Mahler                    | Das Lied von der Erde                                                                                        | Yvonne Minton, René Kollo |                                                                   | CSO                                      | 1972-05                            |        | |
| Strauss, R                | Don Juan | |                                                                   | CSO                                      | 1972-05                            |        | |
| Wagner                    | I maestri cantori di Norimberga – Preludio dall'Atto I                                                       | |                                                                   | CSO                                      | 1972-05                            |        | |
| Beethoven                 | Leonore Overture No. 3                                                                                       | |                                                                   | CSO                                      | 1972-05                            |        | |
| Beethoven                 | Egmont Overture                                                                                              | |                                                                   | CSO                                      | 1972-05                            |        | |
| Rossini                   | Il barbiere di Siviglia Overture                                                                             | |                                                                   | CSO                                      | 1972-05                            |        | |
| Beethoven                 | Concerto per pianoforte n. 1                                                                                 | Vladimir Ashkenazy |                                                                   | CSO                                      | 1972-05                            |        | |
| Beethoven                 | Concerto per pianoforte n. 2                                                                                 | Vladimir Ashkenazy |                                                                   | CSO                                      | 1972-05                            |        | |
| Beethoven                 | Concerto per pianoforte n. 4                                                                                 | Vladimir Ashkenazy |                                                                   | CSO                                      | 1972-05                            |        | |
| Beethoven                 | Sinfonia n. 9                                                                                                | Pilar Lorengar, Yvonne Minton, Stuart Burrows, Martti Talvela                                                                  | CSC                                                               | CSO                                      | 1972-05 & 06                       |        | |
| Berlioz                   | Symphonie fantastique                                                                                        | |                                                                   | CSO                                      | 1972-05 & 06                       |        | |
| Mozart                    | Così fan tutte                                                                                               | Ryland Davies, Tom Krause, Gabriel Bacquier, Pilar Lorengar, Teresa Berganza, Jane Berbié                                      | ROHC                                                              | LPO                                      | 1973-07 & 10 and 1974-02           |        | |
| Puccini                   | La bohème | Plácido Domingo, Montserrat Caballé, Sherrill Milnes, Judith Blegen, Ruggero Raimondi                                          | Wandsworth School Boys' Choir, John Alldis Choir                  | LPO                                      | 1974 ?                             |        | Pubblicato nel 1974-10                                                                                          |
| Beethoven                 | Sinfonia n. 5                                                                                                | |                                                                   | CSO                                      | 1974-05                            |        | |
| Beethoven                 | Sinfonia n. 3                                                                                                | |                                                                   | CSO                                      | 1974-05                            |        | |
| Beethoven                 | Sinfonia n. 8                                                                                                | |                                                                   | CSO                                      | 1974-05                            |        | |
| Weber                     | Oberon — Overture                                                                                            | |                                                                   | CSO                                      | 1974-05                            |        | |
| Berlioz                   | Les Francs-Juges — Overture                                                                                  | |                                                                   | CSO                                      | 1974-05                            |        | |
| Beethoven                 | Sinfonia n. 1                                                                                                | |                                                                   | CSO                                      | 1974-05                            |        | |
| Beethoven                 | Sinfonia n. 2                                                                                                | |                                                                   | CSO                                      | 1974-05                            |        | |
| Beethoven                 | Sinfonia n. 4                                                                                                | |                                                                   | CSO                                      | 1974-05                            |        | |
| Stravinskij               | La Sagra della Primavera                                                                                     | |                                                                   | CSO                                      | 1974-05                            |        | |
| Bach                      | Suite n. 3 - Air                                                                                             | |                                                                   | CSO                                      | 1974-05                            |        | |
| Elgar                     | Enigma Variations                                                                                            | |                                                                   | CSO                                      | 1974-05                            |        | |
| Liszt                     | Tasso, lamento e trionfo                                                                                     | |                                                                   | Orchestre de Paris                       | 1974-05 & 06                       |        | |
| Liszt                     | Von der Wiege bis zum Grabe                                                                                  | |                                                                   | Orchestre de Paris                       | 1974-05 & 06                       |        | |
| Čajkovskij                | Eugene Onegin                                                                                                | Anna Reynolds, Teresa Kubiak, Julia Hamari, Bernd Weikl, Stuart Burrows, Nicolai Ghiaurov                                      | John Alldis Choir                                                 | ROHO                                     | 1974-06 & 07                       |        | |
| Beethoven                 | Sinfonia n. 6                                                                                                | |                                                                   | CSO                                      | 1974-09                            |        | |
| Beethoven                 | Sinfonia n. 7                                                                                                | |                                                                   | CSO                                      | 1974-09                            |        | |
| Beethoven                 | Coriolan Overture                                                                                            | |                                                                   | CSO                                      | 1974-09                            |        | |
| Elgar                     | Sinfonia n. 2                                                                                                | |                                                                   | LPO                                      | 1975-02                            | N      | |
| Strauss, R                | Till Eulenspiegel                                                                                            | |                                                                   | CSO                                      | 1975-05                            |        | |
| Strauss, R                | Così parlò Zarathustra                                                                                       | |                                                                   | CSO                                      | 1975-05                            | G      | |
| Schoenberg                | Variazioni per Orchestra                                                                                     | |                                                                   | CSO                                      | 1975-05                            |        | |
| Čajkovskij                | Sinfonia n. 5                                                                                                | |                                                                   | CSO                                      | 1975-05                            |        | |
| Bizet                     | Carmen | Tatiana Troyanos, Kiri Te Kanawa, Plácido Domingo, José van Dam                                                                | Haberdashers' Aske's Boys' School Choir, John Alldis Choir        | LPO and National Philharmonic            | 1975-07 & 12                       | N      | La London Philharmonic non è stata disponibile per alcune sessioni e la National Philharmonic ha invece suonato |
| Wagner                    | I maestri cantori di Norimberga                                                                              | Norman Bailey, Kurt Moll, Bernd Weikl, René Kollo, Adolf Dallapozza, Hannelore Bode, Julia Hamari                              | Coro dell’Opera di Stato di Vienna                                | VPO                                      | 1975-09 & 10 and 1976-03           |        | |
| Bartók                    | Concerto per violino n. 2                                                                                    | Kyung-Wha Chung |                                                                   | LPO                                      | 1976-02                            |        | |
| Elgar                     | Cockaigne Overture                                                                                           | |                                                                   | LPO                                      | 1976-02                            |        | |
| Stravinskij               | Oedipus Rex (Stravinskij)                                                                                    | Alec McCowen, Peter Pears, Kerstin Meyer, Donald McIntyre, Stafford Dean                                                       | John Alldis Choir                                                 | LPO                                      | 1976-03                            |        | |
| Wagner                    | Der fliegende Holländer                                                                                      | Norman Bailey, Martti Talvela, Janis Martin, René Kollo                                                                        | CSC                                                               | CSO                                      | 1976-05                            |        | |
| Ravel                     | Boléro | |                                                                   | CSO                                      | 1976-05                            | G,N,N  | |
| Debussy                   | La Mer | |                                                                   | CSO                                      | 1976-05                            |        | |
| Debussy                   | Prélude à l'après-midi d'un faune                                                                            | |                                                                   | CSO                                      | 1976-05                            | N      | |
| Čajkovskij                | Sinfonia n. 6                                                                                                | |                                                                   | CSO                                      | 1976-05                            |        | |
| Wagner                    | I maestri cantori di Norimberga — Preludio dall'Atto I                                                       | |                                                                   | CSO                                      | 1976-06                            |        | |
| Wagner                    | Tannhäuser — Overture                                                                                        | |                                                                   | CSO                                      | 1976-06                            |        | |
| Wagner                    | Der fliegende Holländer — Overture                                                                           | |                                                                   | CSO                                      | 1976-06                            | N      | |
| Wagner                    | Tristan und Isolde — Preludio e Liebestod                                                                    | |                                                                   | CSO                                      | 1976-06                            |        | |
| Mendelssohn               | Sinfonia n. 4                                                                                                | |                                                                   | CSO                                      | 1976-06                            |        | |
| Strauss, R                | Arabella | Hans Kraemmer, Margarita Lilowa, Gundula Janowitz, Sona Ghazarian, Bernd Weikl, René Kollo                                     | Coro dell’Vienna State Opera di Stato di Vienna                   | VPO                                      | 1977-01 & 02                       |        | Video |
| Elgar                     | Concerto per violino                                                                                         | Kyung-Wha Chung |                                                                   | LPO                                      | 1977-02                            |        | |
| Elgar                     | Pomp and Circumstance Marcie 1–5                                                                             | |                                                                   | LPO                                      | 1977-02 & 03                       |        | |
| Walton                    | Belshazzar's Feast                                                                                           | Benjamin Luxon | LPC                                                               | LPO                                      | 1977-03                            | N      | |
| Walton                    | Coronation Te Deum                                                                                           | | Choirs of Chichester, Salisbury and Winchester Cathedrals         | LPO                                      | 1977-03                            |        | |
| Strauss, R                | Ein Heldenleben                                                                                              | |                                                                   | VPO                                      | 1977-03 and 1978-03                |        | |
| Verdi                     | Quattro pezzi sacri                                                                                          | Jo Ann Pickens | CSC                                                               | CSO                                      | 1977-03 and 1978-05                |        | |
| Elgar (arr)               | God Save the Queen                                                                                           | |                                                                   | LPO                                      | 1977-04                            |        | |
| Liszt                     | Les Préludes                                                                                                 | |                                                                   | LPO                                      | 1977-04 & 06                       |        | |
| Liszt                     | Prometheus                                                                                                   | |                                                                   | LPO                                      | 1977-04 & 06                       |        | |
| Liszt                     | Festklänge                                                                                                   | |                                                                   | LPO                                      | 1977-04 & 06                       |        | |
| Beethoven                 | Missa Solemnis                                                                                               | Lucia Popp, Yvonne Minton, Mallory Walker, Gwynne Howell                                                                       | CSC                                                               | CSO                                      | 1977-05                            | G      | |
| Wagner                    | Tristan und Isolde – Preludio e Liebestod                                                                    | |                                                                   | CSO                                      | 1977-05                            |        | |
| Wagner                    | Tannhäuser — Overture                                                                                        | |                                                                   | CSO                                      | 1977-05                            |        | |
| Brahms                    | Variazioni su un tema di Haydn                                                                               | |                                                                   | CSO                                      | 1977-05                            |        | |
| Verdi                     | Requiem | Leontyne Price, Janet Baker, Veriano Luchetti, José van Dam                                                                    | CSC                                                               | CSO                                      | 1977-06                            | G      | Registrazione RCA secondo accordo con Decca                                                                     |
| Verdi                     | Otello | Carlo Cossutta, Gabriel Bacquier, Peter Dvorský, Margaret Price, Jane Berbié                                                   | Wiener Sängerknaben, Vienna State Opera Chorus                    | VPO                                      | 1977-09                            |        | |
| Berlioz                   | Roméo et Juliette, estratti                                                                                  | |                                                                   | CSO                                      | 1977-10                            |        | Video, Live |
| Strauss                   | Morte e Trasfigurazione                                                                                      | |                                                                   | CSO                                      | 1977-10                            |        | Video, Dal vivo                                                                                                 |
| Strauss                   | Till Eulenspiegel                                                                                            | |                                                                   | CSO                                      | 1977-10                            |        | Video, Dal vivo                                                                                                 |
| Strauss, R                | Quattro ultime canzoni                                                                                       | Lucia Popp |                                                                   | CSO                                      | 1977-10                            |        | Video, Dal vivo                                                                                                 |
| Musorgskij                | Preludio da Chovanščina                                                                                      | |                                                                   | CSO                                      | 1977-10                            |        | Video, Dal vivo                                                                                                 |
| Prokof'ev                 | Sinfonia n. 1                                                                                                | |                                                                   | CSO                                      | 1977-10                            |        | Video, Dal vivo                                                                                                 |
| Šostakovič                | Sinfonia n. 1                                                                                                | |                                                                   | CSO                                      | 1977-10                            |        | Video, Dal vivo                                                                                                 |
| Strauss, R                | Ariadne auf Naxos                                                                                            | Tatiana Troyanos, Edita Gruberová, René Kollo, Barry McDaniel, Walter Berry                                                    |                                                                   | LPO                                      | 1977-11 & 12 and 1978-02 & 10      |        | |
| Mozart                    | Concerto per pianoforte n. 27                                                                                | Alicia de Larrocha |                                                                   | LPO                                      | 1977-12                            |        | |
| Mozart                    | Concerto per pianoforte n. 25                                                                                | Alicia de Larrocha |                                                                   | LPO                                      | 1977-12                            |        | |
| Bartók                    | Concerto per pianoforte n. 3                                                                                 | Vladimir Ashkenazy |                                                                   | LPO                                      | 1978-02                            |        | |
| Holst                     | I pianeti | | LPC                                                               | LPO                                      | 1978-02                            | N      | |
| Humperdinck               | Hänsel und Gretel                                                                                            | Brigitte Fassbaender, Lucia Popp, Walter Berry, Julia Hamari, Anny Schlemm                                                     | Wiener Sängerknaben                                               | VPO                                      | 1978-02 & 03 & 06 & 09             |        | |
| Brahms                    | Ein deutsches Requiem                                                                                        | Kiri Te Kanawa, Bernd Weikl | CSC                                                               | CSO                                      | 1978-05                            | G      | |
| Brahms                    | Sinfonia n. 3                                                                                                | |                                                                   | CSO                                      | 1978-05                            | G,G    | |
| Brahms                    | Sinfonia n. 4                                                                                                | |                                                                   | CSO                                      | 1978-05                            | G,G    | |
| Brahms                    | Festival Overture Accademico                                                                                 | |                                                                   | CSO                                      | 1978-05                            |        | |
| Brahms                    | Overture Tragica                                                                                             | |                                                                   | CSO                                      | 1978-05                            |        | |
| Beethoven                 | Sinfonia n. 1                                                                                                | |                                                                   | CSO                                      | 1978-09                            |        | Video. Dal vivo                                                                                                 |
| Bruckner                  | Sinfonia n. 7                                                                                                | |                                                                   | CSO                                      | 1978-09                            |        | Video. Dal vivo                                                                                                 |
| Verdi                     | Falstaff | Gabriel Bacquier, Richard Stilwell, Max-René Cosotti, Karan Armstrong, Jutta-Renate Ihloff, Márta Szirmay                      | Deutsche Oper Berlin Chorus, Vienna State Opera Chorus            | VPO                                      | 1978-10                            |        | Colonna sonora per video                                                                                        |
| Mozart                    | Don Giovanni                                                                                                 | Bernd Weikl, Gabriel Bacquier, Margaret Price, Kurt Moll, Stuart Burrows, Sylvia Sass, Lucia Popp, Alfred Sramek               | London Opera Chorus                                               | London Philharmonic Orchestra            | 1978-10 & 11                       |        | |
| Rossini                   | Il barbiere di Siviglia Overture                                                                             | |                                                                   | CSO                                      | 1978-12                            |        | Video |
| Rossini                   | La gazza ladra Overture                                                                                      | |                                                                   | CSO                                      | 1978-12                            |        | Video |
| Rossini                   | L'italiana in Algeri Overture                                                                                | |                                                                   | CSO                                      | 1978-12                            |        | Video |
| Rossini                   | La scala di seta Overture                                                                                    | |                                                                   | CSO                                      | 1978-12                            |        | Video |
| Rossini                   | Semiramide Overture                                                                                          | |                                                                   | CSO                                      | 1978-12                            |        | Video |
| Rossini                   | Le siège de Corinthe Overture                                                                                | |                                                                   | CSO                                      | 1978-12                            |        | Video |
| Brahms                    | Sinfonia n. 1                                                                                                | |                                                                   | CSO                                      | 1979-01                            | G,G    | |
| Bartók                    | Il castello di Barbablù                                                                                      | Kolos Kováts, Sylvia Sass, István Sztankay                                                                                     |                                                                   | LPO                                      | 1979-03                            | N      | |
| Beethoven                 | Fidelio | Hildegard Behrens, Theo Adam, Peter Hofmann, Hans Sotin                                                                        | CSC                                                               | CSO                                      | 1979-03                            |        | |
| Bartók                    | Concerto per pianoforte n. 2                                                                                 | Vladimir Ashkenazy |                                                                   | LPO                                      | 1979-03 and 1980-02                |        | |
| Bruckner                  | Sinfonia n. 6                                                                                                | |                                                                   | CSO                                      | 1979-05                            | G,N    | |
| Tippett                   | Sinfonia n. 4                                                                                                | |                                                                   | CSO                                      | 1979-06 & 10                       |        | |
| Strauss                   | Eine Alpensinfonie                                                                                           | |                                                                   | Bavarian Radio Symphony Orchestra        | 1979-09                            |        | |
| Mozart                    | Sinfonia n. 40                                                                                               | |                                                                   | Bavarian Radio Symphony Orchestra        | 1979-09                            |        | Inedito |
| Mozart                    | Sinfonia n. 41                                                                                               | |                                                                   | Bavarian Radio Symphony Orchestra        | 1979-09                            |        | Inedito |
| Brahms                    | Sinfonia n. 2                                                                                                | |                                                                   | CSO                                      | 1979-1                             | G,G    | |
| Mendelssohn               | Concerto per violino                                                                                         | Kyung-Wha Chung |                                                                   | CSO                                      | 1979-10                            |        | Video. Dal vivo                                                                                                 |
| Mendelssohn               | Sinfonia n. 3                                                                                                | |                                                                   | CSO                                      | 1979-10                            |        | Video. Dal vivo                                                                                                 |
| Bruckner                  | Sinfonia n. 6                                                                                                | |                                                                   | CSO                                      | 1979-10                            |        | Video. Dal vivo                                                                                                 |
| Del Tredici               | Final Alice                                                                                                  | Barbara Hendricks |                                                                   | CSO                                      | 1979-10 and 1980-01                |        | |
| Britten                   | The Young Person's Guide to the Orchestra                                                                    | |                                                                   | CSO                                      | 1979-10 and 1980-01                |        | Inedito |
| Elgar                     | In the South                                                                                                 | |                                                                   | LPO                                      | 1979-12                            |        | |
| Elgar                     | Falstaff | |                                                                   | LPO                                      | 1979-12                            |        | |
| Haydn                     | Sinfonia n. 96                                                                                               | |                                                                   | LPO                                      | 1979-12                            |        | |
| Haydn                     | Sinfonia n. 101                                                                                              | |                                                                   | LPO                                      | 1979-12                            |        | |
| Bach                      | Concerto brandeburghese n. 1                                                                                 | |                                                                   | CSO                                      | 1980-01                            |        | Inedito |
| Bach                      | Concerto brandeburghese n. 2                                                                                 | |                                                                   | CSO                                      | 1980-01                            |        | Inedito |
| Bruckner                  | Sinfonia n. 5                                                                                                | |                                                                   | CSO                                      | 1980-01                            |        | |
| Mahler                    | Sinfonia n. 2                                                                                                | Isobel Buchanan, Mira Zakai | CSC                                                               | CSO                                      | 1980-05                            | G,G    | |
| Musorgskij–Ravel          | Quadri di un'esposizione                                                                                     | |                                                                   | CSO                                      | 1980-05                            |        | |
| Ravel                     | Le tombeau de Couperin                                                                                       | |                                                                   | CSO                                      | 1980-05                            |        | |
| Humperdinck               | Hänsel und Gretel                                                                                            | Brigitte Fassbaender, Edita Gruberová, Hermann Prey, Helga Dernesch, Sena Jurinac                                              | Wiener Sängerknaben                                               | VPO                                      | 1980-06 & 09                       |        | Colonna sonora per video                                                                                        |
| Liszt                     | Les Préludes                                                                                                 | |                                                                   | Bavarian Radio Symphony Orchestra        | 1980-12                            |        | Video. Dal vivo                                                                                                 |
| Smetana                   | La mia patria — n. 2 "Vltava"                                                                                | |                                                                   | Bavarian Radio Symphony Orchestra        | 1980-12                            |        | Video. Dal vivo                                                                                                 |
| Strauss, R                | Don Giovanni                                                                                                 | |                                                                   | Bavarian Radio Symphony Orchestra        | 1980-12                            |        | Video. Dal vivo                                                                                                 |
| Bartók                    | Dance Suite                                                                                                  | |                                                                   | CSO                                      | 1981-01                            |        | |
| Bartók                    | Concerto per Orchestra                                                                                       | |                                                                   | CSO                                      | 1981-01                            |        | |
| Tippett                   | Suite per il compleanno del principe Carlo                                                                   | |                                                                   | CSO                                      | 1981-01                            |        | |
| Bruckner                  | Sinfonia n. 4                                                                                                | |                                                                   | CSO                                      | 1981-01                            |        | |
| Bartók                    | Concerto per pianoforte n. 1                                                                                 | Vladimir Ashkenazy |                                                                   | LPO                                      | 1981-04                            |        | |
| Berlioz                   | La damnation de Faust                                                                                        | Frederica von Stade, Kenneth Riegel, José van Dam                                                                              | CSC                                                               | CSO                                      | 1981-05                            | G,N    | |
| Mozart                    | Le nozze di Figaro                                                                                           | Thomas Allen, Kiri Te Kanawa, Lucia Popp, Samuel Ramey, Frederica von Stade                                                    | London Opera Chorus                                               | LPO                                      | 1981-05 & 06 & 12                  | G      | |
| Schubert                  | Sinfonia n. 9                                                                                                | |                                                                   | VPO                                      | 1981-06                            |        | |
| Haydn                     | La Creazione                                                                                                 | Norma Burrowes, Rüdiger Wohlers, James Morris, Sylvia Greenberg, Siegmund Nimsgern                                             | CSC                                                               | CSO                                      | 1981-11                            | G      | |
| Haydn                     | Sinfonia n. 102                                                                                              | |                                                                   | LPO                                      | 1981-12                            |        | |
| Haydn                     | Sinfonia n. 103                                                                                              | |                                                                   | LPO                                      | 1981-12                            |        | |
| Mozart                    | Sinfonia n. 38                                                                                               | |                                                                   | CSO                                      | 1982-04 & 05                       |        | |
| Mozart                    | Sinfonia n. 39                                                                                               | |                                                                   | CSO                                      | 1982-04 & 05                       |        | |
| Mahler                    | Sinfonia n. 9                                                                                                | |                                                                   | CSO                                      | 1982-05                            | G,G,G  | |
| Prokof'ev                 | Sinfonia n. 1 (Classica)                                                                                     | |                                                                   | CSO                                      | 1982-05                            |        | |
| Prokof'ev                 | Romeo e Giulietta - estratti                                                                                 | |                                                                   | CSO                                      | 1982-05                            |        | |
| Verdi                     | Un ballo in maschera                                                                                         | Margaret Price, Kathleen Battle, Christa Ludwig, Luciano Pavarotti, Renato Bruson                                              | London Opera Chorus                                               | National Philharmonic Orchestra          | 1982-05 & 06 and 1983-05           | N      | |
| Brahms                    | Variazioni su un tema di Haydn                                                                               | Murray Perahia, Sir Georg Solti                                                                                                |                                                                   |                                          | 1982-09                            |        | Registrazione CBS secondo accordo con Decca                                                                     |
| Wagner                    | Das Rheingold – Entrance of the Gods into Valhalla                                                           | |                                                                   | VPO                                      | 1982-10                            |        | |
| Wagner                    | Die Walküre – Ride of the Valkyries                                                                          | |                                                                   | VPO                                      | 1982-10                            |        | |
| Wagner                    | La Valchiria – L'addio di Wotan e la musica del fuoco magico                                                 | |                                                                   | VPO                                      | 1982-10                            |        | |
| Wagner                    | Sigfrido – Foresta mormora                                                                                   | |                                                                   | VPO                                      | 1982-10                            |        | |
| Wagner                    | Il crepuscolo degli dei – Marcia funebre di Sigfrido, e Finale                                               | |                                                                   | VPO                                      | 1982-10                            |        | |
| Mahler                    | Sinfonia n. 3                                                                                                | Helga Dernesch | Glen Ellyn Children's Chorus, CSC                                 | CSO                                      | 1982-11                            |        | |
| Dvořák                    | Sinfonia n. 9                                                                                                | |                                                                   | CSO                                      | 1983-01                            |        | |
| Mahler                    | Sinfonia n. 4                                                                                                | Kiri Te Kanawa |                                                                   | CSO                                      | 1983-04                            | N      | |
| Wagner                    | Der Ring des Nibelungen                                                                                      | Hildegard Behrens, Siegfried Jerusalem et al.                                                                                  | Coro della Bayreuth Festival                                      | Orchestra della Bayreuth Festival        | 1983-07 & 08                       |        | Dal vivo. |
| Bartók                    | Concerto per violino n. 1                                                                                    | Kyung-Wha Chung |                                                                   | CSO                                      | 1983-10                            |        | |
| Mahler                    | Sinfonia n. 1                                                                                                | |                                                                   | CSO                                      | 1983-10                            |        | |
| Berg                      | Concerto per violino                                                                                         | Kyung-Wha Chung |                                                                   | CSO                                      | 1983-10                            |        | |
| Haydn                     | Sinfonia n. 94                                                                                               | |                                                                   | LPO                                      | 1983-11 & 12                       |        | |
| Puccini                   | Tosca | Kiri Te Kanawa, Giacomo Aragall, Leo Nucci, Malcolm King                                                                       | Welsh National Opera Chorus                                       | National Philharmonic Orchestra          | 1984-02 & 03 & 05                  |        | |
| Schönberg                 | Moses und Aron                                                                                               | Franz Mazura, Philip Langridge, Aage Haugland, Barbara Bonney                                                                  | Glen Ellyn Children's Chorus, CSC                                 | CSO                                      | 1984-04 & 05                       | G      | |
| Čajkovskij                | Sinfonia n. 4                                                                                                | |                                                                   | CSO                                      | 1984-05                            |        | |
| Mozart                    | Quartetto per pianoforte n. 1, K478                                                                          | Sir Georg Solti, Quartetto Melos                                                                                               |                                                                   |                                          | 1984-06                            |        | |
| Mozart                    | Sinfonia n. 40                                                                                               | |                                                                   | Orchestra da Camera d’Europa             | 1984-06                            |        | |
| Mozart                    | Sinfonia n. 41                                                                                               | |                                                                   | Orchestra da Camera d’Europa             | 1984-06                            |        | |
| Schubert                  | Sinfonia n. 5                                                                                                | |                                                                   | VPO                                      | 1984-09                            |        | |
| Schubert                  | Sinfonia n. 8                                                                                                | |                                                                   | VPO                                      | 1984-09                            |        | |
| Handel                    | Messiah | Kiri Te Kanawa, Anne Gjevang, Keith Lewis, Gwynne Howell                                                                       | CSC                                                               | CSO                                      | 1984-10                            |        | |
| Mozart                    | Die Entführung aus dem Serail                                                                                | Edita Gruberová, Kathleen Battle, Gösta Winbergh, Heinz Zednik, Martti Talvela                                                 | Vienna State Opera Concert Choir                                  | VPO                                      | 1984-11 and 1985-12                | N      | |
| Vivaldi                   | Juditha triumphans                                                                                           | Edita Gruberová, Agnes Baltsa, Yvonne Minton, Janet Perry, Hanna Schwarz                                                       | Vienna State Opera Concert Choir                                  | VPO                                      | 1985-01 & 02                       |        | |
| Mozart                    | Concerto per pianoforte e orchestra n. 24                                                                    | Alicia de Larrocha |                                                                   | Orchestra da Camera d’Europa             | 1985-03                            |        | |
| Mozart                    | Concerto per pianoforte e orchestra n. 26                                                                    | Alicia de Larrocha |                                                                   | Orchestra da Camera d’Europa             | 1985-03                            |        | |
| Mendelssohn               | Sinfonia n. 3                                                                                                | |                                                                   | CSO                                      | 1985-04                            | N      | |
| Mendelssohn               | Sinfonia n. 4                                                                                                | |                                                                   | CSO                                      | 1985-04                            | N      | |
| Haydn                     | Sinfonia n. 104                                                                                              | |                                                                   | LPO                                      | 1985-05                            |        | |
| Cherubini                 | Requiem in do minore                                                                                         | | CSC                                                               | CSO                                      | 1985-07                            |        | |
| Bruckner                  | Sinfonia n. 9                                                                                                | |                                                                   | CSO                                      | 1985-09 &10                        |        | |
| Mozart                    | Quartetto per pianoforte n. 2, K493                                                                          | Sir Georg Solti, Quartetto Melos                                                                                               |                                                                   |                                          | 1985-10                            |        | |
| Čajkovskij                | Concerto per pianoforte n. 1                                                                                 | András Schiff |                                                                   | CSO                                      | 1985-10                            |        | |
| Dohnányi                  | Variazioni su una canzone della scuola materna                                                               | András Schiff |                                                                   | CSO                                      | 1985-10                            |        | |
| Wagner                    | Lohengrin | Plácido Domingo, Jessye Norman, Siegmund Nimsgern, Eva Randová, Hans Sotin, Dietrich Fischer-Dieskau                           | VSOC                                                              | VPO                                      | 1985-11 & 12 and 1986-06           | G,N    | |
| Liszt                     | A Faust Symphony                                                                                             | Siegfried Jerusalem | CSC                                                               | CSO                                      | 1986-01                            | G      | |
| Sousa                     | Stars and Stripes Forever                                                                                    | |                                                                   | CSO                                      | 1986-01                            |        | |
| Smith-Stock               | The Star-Spangled Banner                                                                                     | | CSC                                                               | CSO                                      | 1986-01                            |        | |
| Downs                     | Bear Down, Chicago Bears                                                                                     | | CSC                                                               | CSO                                      | 1986-01                            |        | |
| Čajkovskij                | Romeo e Giulietta                                                                                            | |                                                                   | CSO                                      | 1986-01                            |        | |
| Čajkovskij                | Ouverture 1812                                                                                               | |                                                                   | CSO                                      | 1986-01                            |        | |
| Čajkovskij                | Lo Schiaccianoci: Suite dal balletto                                                                         | |                                                                   | CSO                                      | 1986-01                            |        | |
| Beethoven                 | Sinfonia n. 9                                                                                                | Jessye Norman, Reinhild Runkel, Robert Schunk, Hans Sotin                                                                      | CSC                                                               | CSO                                      | 1986-09                            | G,N    | |
| Beethoven                 | Sinfonia n. 5                                                                                                | |                                                                   | CSO                                      | 1986-10                            |        | |
| Bruckner                  | Sinfonia n. 7                                                                                                | |                                                                   | CSO                                      | 1986-10                            | N      | |
| Haydn                     | Sinfonia n. 99                                                                                               | |                                                                   | LPO                                      | 1986-11                            |        | |
| Schubert, arr. Liszt      | Wanderer Fantasie                                                                                            | Jorge Bolet |                                                                   | LPO                                      | 1986-7                             |        | |
| Liszt                     | Concerto per pianoforte n. 1                                                                                 | Jorge Bolet |                                                                   | LPO                                      | 1986-7                             |        | |
| Liszt                     | Concerto per pianoforte n. 2                                                                                 | Jorge Bolet |                                                                   | LPO                                      | 1986-7                             |        | |
| Bach                      | Passione Secondo San Matteo                                                                                  | Kiri Te Kanawa, Anne Sofie Von Otter, Anthony Rolfe Johnson, Hans Peter Blochwitz, Olaf Bär, Tom Krause                        | Glen Ellyn Children's Chorus, CSC                                 | CSO                                      | 1987-03                            | N      | |
| Haydn                     | Sinfonia n. 93                                                                                               | |                                                                   | LPO                                      | 1987-04 & 05                       |        | |
| Beethoven                 | Sinfonia n. 4                                                                                                | |                                                                   | CSO                                      | 1987-09                            |        | |
| Čajkovskij                | Sinfonia n. 5                                                                                                | |                                                                   | CSO                                      | 1987-09                            |        | |
| Bartók                    | Sonata per due pianoforti e percussioni                                                                      | Murray Perahia, Sir Georg Solti                                                                                                |                                                                   |                                          | 1987-10(?)                         | G      | Registrazione CBS secondo accordo con Decca                                                                     |
| Brahms                    | Variazioni su un tema di Schumann                                                                            | András Schiff, Sir Georg Solti                                                                                                 |                                                                   |                                          | 1988-04                            |        | |
| Brahms                    | Concerto per pianoforte n. 1                                                                                 | András Schiff |                                                                   | VPO                                      | 1988-04                            |        | |
| Beethoven                 | Sinfonia n. 6                                                                                                | |                                                                   | CSO                                      | 1988-05                            |        | |
| Beethoven                 | Leonore Overture No. 3                                                                                       | |                                                                   | CSO                                      | 1988-05                            |        | |
| Beethoven                 | Sinfonia n. 7                                                                                                | |                                                                   | CSO                                      | 1988-05 and 1988-10                | N      | |
| Beethoven                 | Sinfonia n. 8                                                                                                | |                                                                   | CSO                                      | 1988-05 and 1988-10                | N      | |
| Čajkovskij                | Il lago dei cigni: Suite dal balletto                                                                        | |                                                                   | CSO                                      | 1988-10                            |        | |
| Verdi                     | Simon Boccanegra                                                                                             | Leo Nucci, Kiri Te Kanawa, Giacomo Aragall, Paata Burchuladze, Paolo Coni                                                      | La Scala Chorus                                                   | La Scala Orchestra                       | 1988-12                            |        | |
| Šostakovič                | Sinfonia n. 8                                                                                                | |                                                                   | CSO                                      | 1989-02                            |        | Dal vivo |
| Strauss, R                | Die Frau ohne Schatten                                                                                       | Plácido Domingo, Júlia Várady, José van Dam, Hildegard Behrens, Sumi Jo                                                        | Wiener Sängerknaben, Vienna State Opera Chorus                    | VPO                                      | 1989-03 & 04 & 09 &10 and 1991-10  |        | |
| Beethoven                 | Sinfonia n. 3                                                                                                | |                                                                   | CSO                                      | 1989-05                            |        | |
| Bartók                    | Il mandarino meraviglioso — Suite                                                                            | |                                                                   | CSO                                      | 1989-05 & 11 and 1990-02           |        | |
| Bartók                    | Musica per archi, percussioni e Celesta                                                                      | |                                                                   | CSO                                      | 1989-05 & 11 and 1990-02           |        | |
| Mozart                    | Triplo Concerto per pianoforte, K.242                                                                        | Daniel Barenboim, András Schiff, Sir Georg Solti                                                                               |                                                                   | English Chamber Orchestra                | 1989-06                            |        | |
| Mozart                    | Doppio Concerto per pianoforte, K. 365                                                                       | Daniel Barenboim, Sir Georg Solti                                                                                              |                                                                   | English Chamber Orchestra                | 1989-06                            |        | |
| Mozart                    | Concerto per pianoforte n. 20                                                                                | Sir Georg Solti |                                                                   | English Chamber Orchestra                | 1989-06                            |        | |
| Berlioz                   | La damnation de Faust                                                                                        | Anne Sofie von Otter, Keith Lewis, José van Dam, Peter Roser                                                                   | CSC                                                               | CSO                                      | 1989-08                            |        | Video |
| Haydn                     | Sinfonia n. 100                                                                                              | |                                                                   | LPO                                      | 1989-10                            |        | |
| Haydn                     | Sinfonia n. 97                                                                                               | |                                                                   | LPO                                      | 1989-10                            |        | |
| Verdi                     | Quindici cori operistici                                                                                     | | CSC                                                               | CSO                                      | 1989-11                            |        | |
| Verdi                     | Requiem – Sanctus                                                                                            | | CSC                                                               | CSO                                      | 1989-11                            |        | |
| Bruckner                  | Sinfonia n. 8                                                                                                | |                                                                   | CSO                                      | 1989-11                            |        | Inedito |
| Beethoven                 | Egmont Overture                                                                                              | |                                                                   | CSO                                      | 1989-11 and 1990-01                |        | |
| Beethoven                 | Sinfonia n. 1                                                                                                | |                                                                   | CSO                                      | 1989-11 and 1990-01                |        | |
| Beethoven                 | Sinfonia n. 2                                                                                                | |                                                                   | CSO                                      | 1989-11 and 1990-01                |        | |
| Debussy                   | Notturni | | CSC                                                               | CSO                                      | 1990-01                            |        | Dal vivo |
| Bartók                    | Divertimento per orchestra d’archi (Bartók)                                                                  | |                                                                   | CSO                                      | 1990-01                            |        | |
| Bach                      | Messa in Si minore                                                                                           | Felicity Lott, Anne Sofie von Otter, Hans Peter Blochwitz, William Shimell, Gwynne Howell                                      | CSC                                                               | CSO                                      | 1990-01                            | G      | Dal vivo |
| Beethoven                 | Sinfonia n. 5                                                                                                | |                                                                   | VPO                                      | 1990-05                            |        | Dal vivo |
| Šostakovič                | Sinfonia n. 9                                                                                                | |                                                                   | VPO                                      | 1990-05                            |        | Dal vivo |
| Mozart                    | Die Zauberflöte                                                                                              | Kurt Moll, Uwe Heilmann, Andreas Schmidt, Sumi Jo, Ruth Ziesak, Michael Kraus, Lotte Leitner                                   | Wiener Sängerknaben, Vienna State Opera Concert Choir             | VPO                                      | 1990-05 & 12                       |        | |
| Strauss, R                | Lieder Op. 10/1,3 and 8, Op. 15/1, Op. 17/2, Op. 21/1, Op. 27/2 and 4, Op. 36/3, Op. 43/2, Op. 69/5 and Av72 | Kiri Te Kanawa, Georg Solti |                                                                   |                                          | 1990-06                            |        | |
| Strauss, R                | Vier letzte Lieder                                                                                           | Kiri Te Kanawa |                                                                   | VPO                                      | 1990-06                            |        | |
| Various                   | "Orchestra!" Musica dalla serie di documentari di Channel 4                                                  | Dudley Moore |                                                                   | Schleswig-Holstein Festival Orchestra    | 1990-06                            |        | Video |
| Šostakovič                | Sinfonia n. 10                                                                                               | |                                                                   | CSO                                      | 1990-10                            |        | Dal vivo |
| Debussy                   | Prélude à l'après-midi d'un faune                                                                            | |                                                                   | CSO                                      | 1990-10                            |        | Dal vivo |
| Mahler                    | Sinfonia n. 5                                                                                                | |                                                                   | CSO                                      | 1990-11                            |        | Dal vivo |
| Bartók                    | Concerto per Orchestra                                                                                       | |                                                                   | VPO                                      | 1990-11                            |        | Video. Dal vivo                                                                                                 |
| Bartók                    | Concerto per pianoforte n. 3                                                                                 | András Schiff |                                                                   | VPO                                      | 1990-11                            |        | Video. Dal vivo                                                                                                 |
| Bartók                    | Dance Suite                                                                                                  | |                                                                   | VPO                                      | 1990-11                            |        | Video. Dal vivo                                                                                                 |
| Bruckner                  | Sinfonia n. 8                                                                                                | |                                                                   | CSO                                      | 1990-11                            |        | Dal vivo |
| Mozart                    | Messa in do minore K 427                                                                                     | Elizabeth Norberg-Schulz, Anne Sofie von Otter, Uwe Heilmann, René Pape                                                        | Coro dell’Opera di Stato di Vienna                                | VPO                                      | 1990-12                            |        | |
| Haydn                     | Sinfonia n. 98                                                                                               | |                                                                   | London Philharmonic Orchestra            | 1991-02                            |        | |
| Verdi                     | Otello | Luciano Pavarotti, Leo Nucci, Anthony Rolfe Johnson, Kiri Te Kanawa, Elzbieta Ardam                                            | Metropolitan Opera Children's Chorus, CSC                         | CSO                                      | 1991-04                            |        | Dal vivo |
| Tippett                   | Byzantium | Faye Robinson |                                                                   | CSO                                      | 1991-04                            |        | Dal vivo |
| Šostakovič                | Sinfonia n. 1                                                                                                | |                                                                   | Royal Concertgebouw Orchestra            | 1991-09                            |        | Dal vivo |
| Stravinskij               | La Sagra della Primavera                                                                                     | |                                                                   | Royal Concertgebouw Orchestra            | 1991-09                            |        | Dal vivo |
| Debussy                   | La Mer | |                                                                   | CSO                                      | 1991-10                            |        | Dal vivo |
| Bruckner                  | Sinfonia n. 2                                                                                                | |                                                                   | CSO                                      | 1991-10                            |        | |
| Verdi                     | Simon Boccanegra                                                                                             | Alexandru Agache, Kiri Te Kanawa, Michael Sylvester, Roberto Scandiuzzi, Alan Opie                                             | ROHC                                                              | ROHO                                     | 1991-11                            |        | Video. Dal vivo                                                                                                 |
| Mozart                    | Requiem | Arleen Auger, Cecilia Bartoli, Vinson Cole, René Pape                                                                          | Coro dell’Opera di Stato di Vienna                                | VPO                                      | 1991-12                            |        | Dal vivo. Video                                                                                                 |
| Haydn                     | Die Jahreszeiten                                                                                             | Ruth Ziesak, Uwe Heilmann, René Pape                                                                                           | CSC                                                               | CSO                                      | 1992-05                            |        | Dal vivo |
| Berlioz                   | Symphonie fantastique                                                                                        | |                                                                   | CSO                                      | 1992-06                            |        | Dal vivo |
| Liszt                     | Les Préludes                                                                                                 | |                                                                   | CSO                                      | 1992-06                            |        | Dal vivo |
| Strauss, R                | Die Frau ohne Schatten                                                                                       | Thomas Moser, Cheryl Studer, Bryn Terfel, Robert Hale, Éva Marton                                                              | Salzburg Children's Choir, Vienna State Opera Chorus              | VPO                                      | 1992-08                            | G,G,N  | Video. Dal vivo                                                                                                 |
| Bruckner                  | Sinfonia n. 3 In Re Minore (1877)                                                                            | |                                                                   | CSO                                      | 1992-11                            |        | |
| Mahler                    | Das Lied von der Erde                                                                                        | Marjana Lipovšek, Thomas Moser                                                                                                 |                                                                   | Royal Concertgebouw Orchestra            | 1992-12                            |        | Dal vivo |
| Mendelssohn               | Sinfonia n. 4                                                                                                | |                                                                   | VPO                                      | 1993-02                            |        | Dal vivo |
| Šostakovič                | Sinfonia n. 5                                                                                                | |                                                                   | VPO                                      | 1993-02                            |        | Dal vivo |
| Verdi                     | Falstaff | José van Dam, Paolo Coni, Luca Canonici, Luciana Serra, Elizabeth Norberg-Schulz, Marjana Lipovšek                             | Berlin Radio Chorus                                               | BPO                                      | 1993-03                            |        | Dal vivo |
| Haydn                     | La Creazione                                                                                                 | Ruth Ziesak, Herbert Lippert, René Pape, Anton Scharinger                                                                      | CSC                                                               | CSO                                      | 1993-10 & 11                       |        | Dal vivo |
| Stravinskij               | Sinfonia in tre Movimenti                                                                                    | |                                                                   | CSO                                      | 1993-11                            |        | |
| Stravinskij               | Petruška | |                                                                   | CSO                                      | 1993-11                            |        | Dal vivo |
| Stravinskij               | Jeu de cartes                                                                                                | |                                                                   | CSO                                      | 1993-11                            |        | Dal vivo |
| Liszt                     | Mephisto Waltz No. 1                                                                                         | |                                                                   | CSO                                      | 1993-11                            |        | |
| Liszt                     | Rapsodia ungherese                                                                                           | |                                                                   | CSO                                      | 1993-11                            |        | |
| Kodály                    | Háry János Suite                                                                                             | |                                                                   | CSO                                      | 1993-11                            |        | |
| Weiner                    | Csongor És Tünde – Introduction e Scherzo                                                                    | |                                                                   | CSO                                      | 1993-11                            |        | |
| Bartók                    | Danze popolari rumene                                                                                        | |                                                                   | CSO                                      | 1993-11                            |        | |
| Bartók                    | Hungarian Sketches                                                                                           | |                                                                   | CSO                                      | 1993-11                            |        | |
| Beethoven                 | Missa Solemnis                                                                                               | Júlia Várady, Iris Vermillion, Vinson Cole, René Pape                                                                          | Coro della Radio di Berlino                                       | BPO                                      | 1994-03                            |        | Dal vivo |
| Mozart                    | Così fan tutte                                                                                               | Frank Lopardo, Olaf Bär, Michele Pertusi, Renée Fleming, Anne Sofie von Otter, Adelina Scarabelli                              | London Voices                                                     | Orchestra da Camera d’Europa             | 1994-05                            |        | Dal vivo |
| Wagner                    | I maestri cantori di Norimberga — Preludio dal Atto I                                                        | |                                                                   | progetto orchestrale di Solti            | 1994-06                            |        | Dal vivo |
| Šostakovič                | Sinfonia n. 9                                                                                                | |                                                                   | progetto orchestrale di Solti            | 1994-06                            |        | Dal vivo |
| Smetana                   | La Sposa Venduta - Overture                                                                                  | |                                                                   | progetto orchestrale di Solti            | 1994-06                            |        | Dal vivo |
| Brahms                    | Variazioni su un tema di Haydn                                                                               | |                                                                   | progetto orchestrale di Solti            | 1994-06                            |        | Dal vivo |
| Strauss                   | Don Giovanni                                                                                                 | |                                                                   | progetto orchestrale di Solti            | 1994-06                            |        | Dal vivo |
| Verdi                     | La traviata                                                                                                  | Angela Gheorghiu, Frank Lopardo, Leo Nucci, Gillian Knight                                                                     | ROHC                                                              | ROHO                                     | 1994-12                            |        | Video. Dal vivo                                                                                                 |
| Bruckner                  | Sinfonia n. 1                                                                                                | |                                                                   | CSO                                      | 1995-02                            |        | |
| Šostakovič                | Sinfonia n. 13                                                                                               | Sergej Aleksaškin | CSC                                                               | CSO                                      | 1995-02                            |        | Dal vivo |
| Bartók                    | Danze popolari rumene                                                                                        | |                                                                   | VPO                                      | 1995-04                            |        | Video. Dal vivo                                                                                                 |
| Kodály                    | Háry János Suite                                                                                             | |                                                                   | VPO                                      | 1995-04                            |        | Video. Dal vivo                                                                                                 |
| Leó Weiner                | Csongor És Tünde – Introduction e Scherzo                                                                    | |                                                                   | VPO                                      | 1995-04                            |        | Video. Dal vivo                                                                                                 |
| Beethoven                 | Sinfonia n. 7                                                                                                | |                                                                   | VPO                                      | 1995-04                            |        | Video. Dal vivo                                                                                                 |
| Berlioz                   | La damnation de Faust – Marche Hongroise                                                                     | |                                                                   | VPO                                      | 1995-04                            |        | Video. Dal vivo                                                                                                 |
| Bartók                    | Concerto per Orchestra                                                                                       | |                                                                   | Orchestra mondiale per la pace           | 1995-07                            |        | Video. Dal vivo                                                                                                 |
| Beethoven                 | Fidelio: Finale                                                                                              | |                                                                   | Orchestra mondiale per la pace           | 1995-07                            |        | Video. Dal vivo                                                                                                 |
| Rossini                   | Guglielmo Tell: Overture                                                                                     | |                                                                   | Orchestra mondiale per la pace           | 1995-07                            |        | Video. Dal vivo                                                                                                 |
| Wagner                    | I maestri cantori di Norimberga                                                                              | José van Dam, René Pape, Ben Heppner, Herbert Lippert, Karita Mattila, Iris Vermillion                                         | CSC                                                               | CSO                                      | 1995-09                            | G,N    | Dal vivo |
| Bruckner                  | Sinfonia in Re Minore                                                                                        | |                                                                   | CSO                                      | 1995-10                            |        | Dal vivo |
| Strauss, R                | Till Eulenspiegel                                                                                            | |                                                                   | BPO                                      | 1996-01                            |        | Dal vivo |
| Strauss, R                | Così parlò Zarathustra                                                                                       | |                                                                   | BPO                                      | 1996-01                            |        | Dal vivo |
| Strauss, R                | Salome – Danza dei sette veli                                                                                | |                                                                   | BPO                                      | 1996-01                            |        | Dal vivo |
| Elgar                     | Enigma Variations                                                                                            | |                                                                   | VPO                                      | 1996-04                            |        | Dal vivo |
| Kodály                    | Variazioni su un folksong ungherese, "Il pavone"                                                             | |                                                                   | VPO                                      | 1996-04                            |        | Dal vivo |
| Blacher                   | Variazioni su un tema di Paganini                                                                            | |                                                                   | VPO                                      | 1996-04                            |        | Dal vivo |
| Čajkovskij                | Sinfonia n. 6 – estratti                                                                                     | |                                                                   | Orchestra Filarmonica di San Pietroburgo | 1996-04 & 05                       |        | Registrato per la colonna sonora di Anna Karenina                                                               |
| Čajkovskij                | Il lago dei cigni – estratti                                                                                 | |                                                                   | Orchestra Filarmonica di San Pietroburgo | 1996-04 & 05                       |        | Registrato per la colonna sonora di Anna Karenina                                                               |
| Čajkovskij                | Eugene Onegin – estratti                                                                                     | Galina Gorčakova |                                                                   | Orchestra Filarmonica di San Pietroburgo | 1996-04 & 05                       |        | Registrato per la colonna sonora di Anna Karenina                                                               |
| Čajkovskij                | Concerto per violino – estratti                                                                              | Maxim Vengerov |                                                                   | Orchestra Filarmonica di San Pietroburgo | 1996-04 & 05                       |        | Registrato per la colonna sonora di Anna Karenina                                                               |
| Prokof'ev                 | Aleksandr Nevskij                                                                                            | | St. Petersburg Chamber Choir                                      | Orchestra Filarmonica di San Pietroburgo | 1996-04 & 05                       |        | Registrato per la colonna sonora di Anna Karenina                                                               |
| Mozart                    | Don Giovanni                                                                                                 | Michele Pertusi, Renée Fleming, Bryn Terfel, Mario Luperi, Herbert Lippert, Ann Murray, Monica Groop, Roberto Scaltriti        | London Voices                                                     | LPO                                      | 1996-10                            | N      | Dal vivo |
| Britten                   | Peter Grimes – Embroidery in Childhood                                                                       | Renée Fleming, Jonathan Summers                                                                                                |                                                                   | LSO                                      | 1996-12                            |        | |
| Mozart                    | Le nozze di Figaro – Porgi amor and Dove sono                                                                | Renée Fleming |                                                                   | LSO                                      | 1996-12                            |        | |
| Strauss, R                | Daphne – Ich komme                                                                                           | Renée Fleming |                                                                   | LSO                                      | 1996-12                            |        | |
| Čajkovskij                | Eugenio Onegin – Scena della lettera                                                                         | Renée Fleming, Larissa Djadkova                                                                                                |                                                                   | LSO                                      | 1996-12                            |        | |
| Verdi                     | Otello – Era più calmo?                                                                                      | Renée Fleming, Larissa Djadkova                                                                                                |                                                                   | LSO                                      | 1996-12                            |        | |
| Verdi                     | La forza del destino – Pace, pace, mio dio                                                                   | Angela Gheorghiu |                                                                   | LSO                                      | 1997-01                            |        | Inedito |
| Verdi                     | Otello – Piangea cantando e Ave Maria                                                                        | Angela Gheorghiu |                                                                   | LSO                                      | 1997-01                            |        | Inedito |
| Verdi                     | Rigoletto – Caro nome                                                                                        | Angela Gheorghiu |                                                                   | LSO                                      | 1997-01                            |        | Inedito |
| Verdi                     | Simon Boccanegra – come in quest'ora                                                                         | Angela Gheorghiu |                                                                   | LSO                                      | 1997-01                            |        | Inedito |
| Stravinskij               | Sinfonia dei salmi                                                                                           | | Glen Ellyn Children's Chorus                                      | CSO                                      | 1997-03                            |        | |
| Stravinskij               | Sinfonia in do                                                                                               | |                                                                   | CSO                                      | 1997-03                            |        | |
| Musorgskij                | Chovanščina — Preludio                                                                                       | |                                                                   | CSO                                      | 1997-03                            |        | |
| Musorgskij                | Canzoni e Danze di Morte                                                                                     | Sergej Aleksaškin |                                                                   | CSO                                      | 1997-03                            |        | |
| Šostakovič                | Sinfonia n. 15                                                                                               | |                                                                   | CSO                                      | 1997-03                            |        | |
| Bartók                    | Cantata Profana                                                                                              | Tamás Daróczy | Cori ungheresi di radio e televisione                             | Budapest Festival Orchestra              | 1997-06                            | N,N    | |
| Kodály                    | Psalmus Hungaricus                                                                                           | Tamás Daróczy | Cori ungheresi di radio e televisione                             | Budapest Festival Orchestra              | 1997-06                            |        | |
| Weiner                    | Serenade Op. 3                                                                                               | Alexandru Agache | Schola Cantorum Budapestiensis                                    | Budapest Festival Orchestra              | 1997-06                            |        | |
| Mahler                    | Sinfonia n. 5                                                                                                | |                                                                   | Orchestra della Tonhalle di Zurigo       | 1997-07                            |        | Dal vivo. L’ultima registrazione di Solti                                                                       |